# Pusztafalu
Pusztafalu là một thị trấn thuộc hạt Borsod-Abaúj-Zemplén, Hungary. Thị trấn này có diện tích 7 km², dân số năm 2010 là 208 người, mật độ 30 người/km².